# Delias eichhorni
Delias eichhorni is een vlindersoort uit de familie van de Pieridae (witjes), onderfamilie Pierinae.
Delias eichhorni werd in 1904 beschreven door Rothschild.